# Obédience monastique
Pour les articles homonymes, voir Obédience.
Le terme obédience monastique peut désigner, dans le vocabulaire de l'Église catholique romaine et de l'Église orthodoxe, le vœu ou devoir d'obéissance dans le travail ou la charge monastique, ou la terre, possession dépendant d'une église, bâtiments du monastère, bénéfices, etc.

## Définition

### Dans le sens de vœu d'obéissance
« Une des trois obligations comprises habituellement dans les vœux solennels que font les religieux et les religieuses de tout ordre approuvé par le Saint-Siège. Elle consiste de la part de ceux-ci dans le vœu d'obéissance absolue à l'égard des supérieurs de leur couvent et de leur ordre (c'est l'obédience dans le sens passif). Comme cette obéissance se réalise par l'exécution immédiate des prescriptions des généraux, provinciaux et supérieurs, portant principalement sur ce qu'on appelle en langage ecclésiastique dislocatio, et sur les missions imposées à chaque membre de l'ordre, on a coutume de nommer d'une manière générale les mesures ainsi décrétées, sans indication de motif, des obédiences, dans au sens actif. Ainsi l'obédience est un commandement, excluant toute contradiction, fait à un conventuel, lui ordonnant, par exemple, de passer d'un couvent où il réside dans un autre, de se charger du ministère pastoral dans une paroisse incorporée à un couvent, de professer dans un établissement soumis à l'ordre, d'entreprendre une mission, d'exercer une fonction, d'abandonner sur-le-champ, ad nutum, une chaire, une cure, une charge pastorale quelconque et de rentrer dans son couvent. »
« Les  lettres d'obédience (littera obedientiales) sont rédigées  brièvement et scellées sous forme de billet autographe, remises directement aux religieux, brevi manu, ou par un mandataire, fer mandatarium, pour être immédiatement exécutées. (...) Influence salutaire qu'exerce sur le progrès ascétique et moral des religieux la pratique de cette soumission absolue et de cet humble dévouement à la volonté de Dieu, manifestée par la volonté du supérieur. »

### Dans le sens de possession matérielle
« On appelait « obédience », obedientia, un monastère peu important, où des religieux se retiraient par ordre de l'abbé ; ils y restaient un temps déterminé par lui, quelquefois pour faire pénitence. Le chef de ces maisons avait le titre d'obédiencier, obedientiarius ; les obédiences pouvaient se réduire à des cellœ ou métairies. »